# Народна федеративна партия (българска секция)
Народна федеративна партия (българска секция) e българска политическа партия, създадена в Османската империя след Младотурската революция от минали в легалност членове на Вътрешната македоно-одринска революционна организация. Съществува една година от август 1909 година до август 1910 година, когато е забранена. Неин основен политически противник е другата българска политическа партия – Съюзът на българските конституционни клубове.

## Предпоставки за появата на партията
След разцеплението на ВМОРО и Кюстендилския конгрес на десницата през ранната 1908 година, през май същата година се провежда общ конгрес на левицата на ВМОРО в Банско. На този конгрес Павел Делирадев изнася основния доклад, с който се прокарва идеята за Балканска федерация. Покъсно Сярската група около Яне Сандански и Христо Чернопеев влизат в контакт с Младотурския комитет и след Младотурската революция минават в легалност и се заемат със създаването на Македоно-одринската революционна организация. На 18 юли Яне Сандански чете „Манифест към всички народности в империята“, написан от Делирадев, който изработва впоследствие и устава на Народната федеративна партия, както и програмата ѝ. На 17 август 1908 година започва списването на вестник „Конституционна заря“ с главен редактор Димо Хаджидимов.
Конгресът за учредяването на МОРО пропада след атентата срещу Сандански в Солун, извършен на 24 септември от Тане Николов, а междувременно назряват и известни противоречия в левицата на българското революционно движение. Някои от дейците ѝ се отказват от идеята за МОРО. Крилото на Христо Чернопеев и Струмишкият революционен окръг започват да издават свой вестник „Единство“ под редакцията на Делирадев. По-късно от групата се отцеппва и ядрото на Солунския революционен окръг, начело с Димитър Влахов.
Засилената активност на Българските конституциони клубове обаче повлиява към сближаване на отделните фракции на левицата. На 15 януари 1909 година е постигнато организационно обединение на трите революционни групи, което се манифестира като решимост за изграждане на нова политическа формация на мястото на дотогавашната идея за МОРО. Протоколът е подписан от Сандански за Серски окръг, Чернопеев и Чудомир Кантарджиев за Струмишки и Христо Янков и Анастас Матлиев за Солунски революционен окръг. Наместо „Конституционна заря“ и „Единство“ е решено да се издава „Народна воля“. Според протокола от 15 януари, до свикването на учредителен конгрес функциите на Временно централно бюро се изпълняват от настоятелството на Солунската революционна организация.
В следващите месеци до учредителния конгрес партията действа във фаза на организационно изграждане. Местни организации се създават в Горна Джумая, Мелник, Скопие, Велес, Щип, Пехчево, Кавадарци. През април 1909 година федералистите участват в похода на младотурците към Цариград, за ликвидиране на контрапреврата на султан Абдул Хамид II.

## Основаване
Конгресът за основаване на партията се състои от 3 до 10 август 1909 година в в Солун. Партията е обърната към икономически недоволните от всички народности в Османската империя. Тя се бори за създаване на условия за нормално развитие на производителните сили, укрепване на конституционния режим в страната и разширяване на свободите на гражданите, както и демократизиране на административната система. Основен пункт в програмата на партията е аграрната реформа – оземляване на безимотните и малоимотните селяни. Националните проблеми в страната трябва да се решат чрез областно самоуправление в една Източна федерация.

## Дейност
В партията се заражда раздор по въпросите за Българската екзархия. Младотурците желаят нейното премахване, като остаряла придобивка от епохата на Възраждането. Лично Яне Сандански подкрепя екзархията. За депутати на НФП (българска секция) са избрани Димитър Влахов и Христо Далчев.
Вестникът „Работническа искра“, орган на Македоно-одринската социалдемократическа група в бр. 4 (Битоля, 5.11.1909), в уводната си статия „Партиите и работниците“ дава своя характеристика на НФП (българска секция) и Съюза на българските конституционни клубове. И двете според вестника са български партии, като първата е представителка на дребната буржуазия, а втората – на едрата. Описани са като националистически партии, които желаят да се обединят със свободните си братя от България. Районите в които най-силна е НФП (българска секция) са Струмишкият, Серският и Драмският.
След участието в потушаването на контрапреврата, привърженици на НФП са назначени на редица постове в местната власт, включително двама каймаками (Мелник и Зъхна), няколко мюдюра (Горно Броди, Ново село, Гумендже, Горни Порой, Кресна, Гореме, Зелениково, Саса) и двама членове на съда (Кукуш, Битоля).

## Разпадане
На втория конгрес на партията, приключил на 12 август 1909 година, се оформят две групировки – едната крайна социалистическа около Томов и Влахов и другата умерена – около Сандански, подкрепян от серските революционери. На конгреса надделява първото течение и в бюрото на партията са избрани Влахов, Янков и Матлиев, а за членове на Партийния съвет Сандански, Кошанов, Даскалов, Буйнов и Шурков. Серчани пускат бели бюлетини. Сандански подава оставка, но по-късно след личен разговор с Влахов я оттегля.
Към тези две групи се прибавя и трета – струмишките национал-революционери около Чернопеев, които все повече се отдалечават от отоманистките позиции на Сандански и не приемат левичарските идеи на солунските дейци около Влахов. Развихрилите се страсти в редовете на НФП спомагат в много отношения за нейното самоликвидиране, а водачите ѝ се оказват сами, по думите на Сандански „като генерали без армия“.
През януари 1910 година струмишките дейци, начело с Христо Чернопеев напускат партията, минават в нелегалност и основават Българската народна македоно-одринска революционна организация. През април 1910 година в Солун се провежда извънреден конгрес на партията, който отстранява ръководството включително Сандански и избира ново Централно бюро в състав д-р Христо Тенчев – председател и членове Димитър Мирасчиев, Чудомир Кантарджиев, Александър Буйнов, Атанас Спасов.
През август 1910 година турските власти забраняват всички национални организации, включително и НФП.
От редовете на НФП излизат група анархисти, които сформират терористичната група Червените братя, отговорна за редица атентати в България.